# Катранівка
Катранівка — один з мікрорайонів міста Кропивницький, що належить до Подільського району і розташований у південно-східній частині міста.

## Розташування
На півдні межує з вулицею Генерала Родимцева. В межах району протікає річка Біянка.

## Опис
Основна частина забудови Катранівки є приватною і належить до 1950-х — 70-х років.